# TRISO

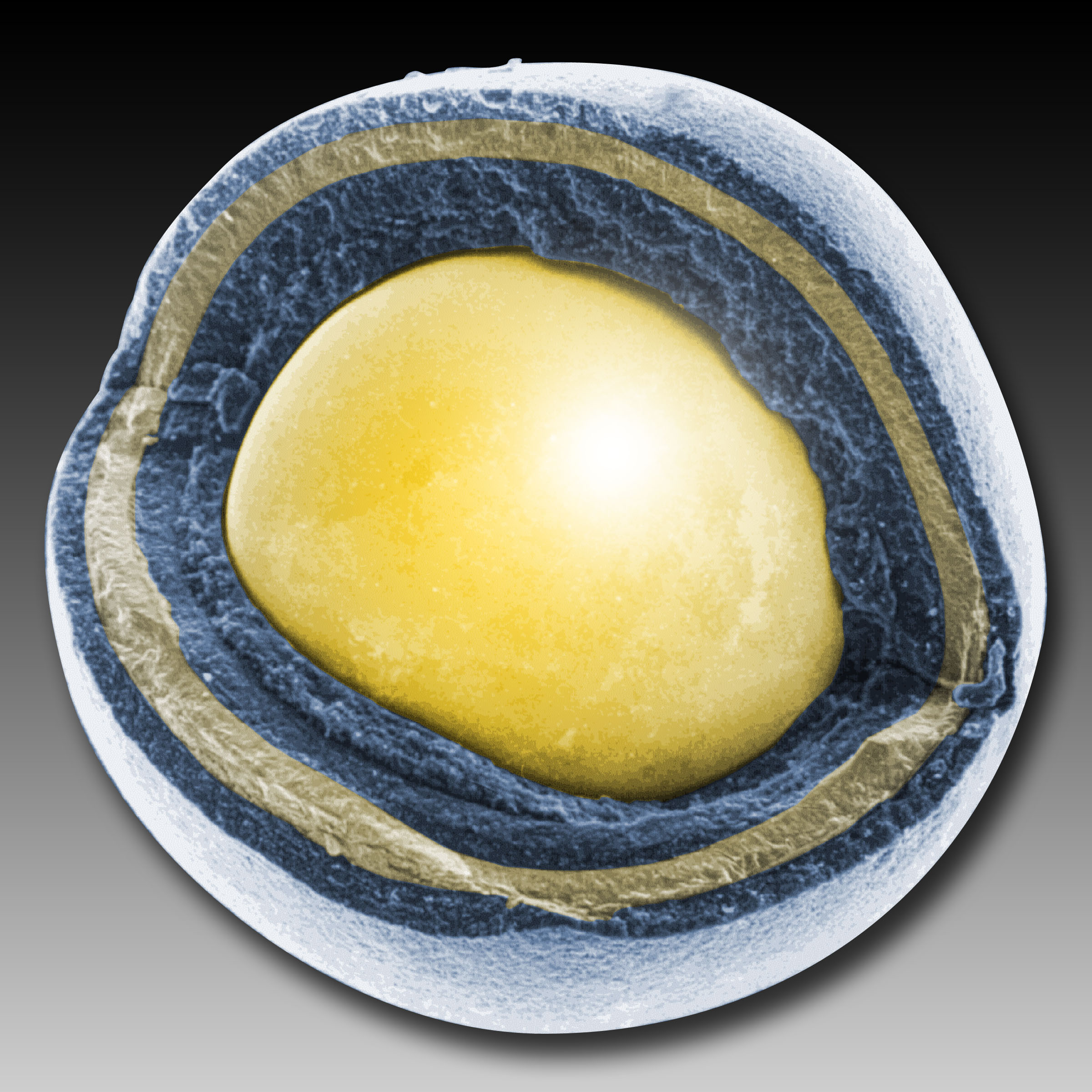
Aufgeschnittenes TRISO-Kügelchen in Falschfarben

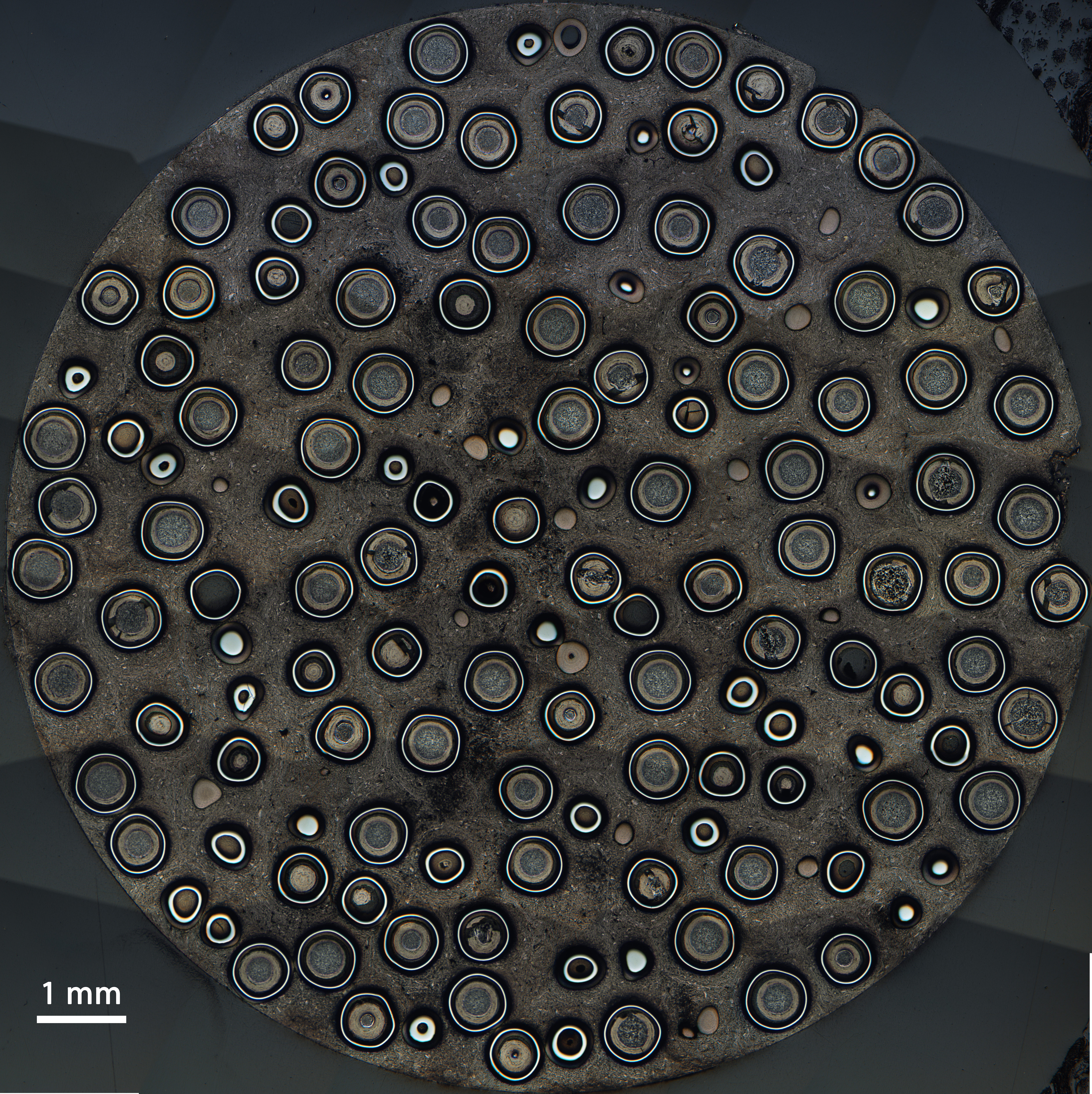
Querschnitt durch ein TRISO-Pellet

TRISO (von englisch TRistructural-ISOtropic) ist eine Verarbeitungsform von Kernbrennstoff, die aus dreifach ummantelten Pac-Kügelchen besteht. In der Mitte befindet sich ein Kern aus Uran(IV)-oxid, oder einem Uran/Thorium-Mischoxid, der nach einer porösen Pufferschicht mit einer inneren Schicht aus isotropem Pyrographit, dann mit einer Schicht aus hochfestem Siliciumcarbid und als letztes mit einer äußeren Schicht isotropem Pyrographit ummantelt ist. Der Kern der deutschen Variante hat einen Durchmesser von 0,5 mm, das gesamte Partikel ist 0,91 mm groß.
Die zusätzliche, innerste Kohlenstoffschicht ist porös und stellt Expansionsvolumen für die Aufnahme von Spaltprodukten zur Verfügung; die beiden Pyrographitschichten sorgen für Gasdichtigkeit.
TRISO wurde um 1970 in Großbritannien für den Dragon-Hochtemperaturreaktor (1967–1975) entwickelt, als Erfinder gilt D. T. Livey. In Deutschland wurde es ab 1981 im AVR (Jülich) eingesetzt, nicht aber im THTR-300. Die TRISO-Partikel sind den älteren, zweifach ummantelten BISO-Partikeln hinsichtlich bestrahlungsbedingtem Partikelbruch deutlich überlegen. Andererseits ist die Wirkung von TRISO-Siliciumcarbid als Diffusionssperre für einige Nuklide wie Cäsium-137 und Silber-110m bei höheren Temperaturen – auch im Vergleich mit BISO-Partikeln – unbefriedigend. Daher sind für Hochtemperaturreaktoren mit TRISO-Brennstoff derzeit nur maximale Arbeitstemperaturen von 750 °C vorgesehen, und die geplante Anwendung von TRISO-Brennstoff zur Hochtemperatur-Prozesswärmeerzeugung (950–1000 °C) wurde zurückgestellt.
Die Weiterentwicklung findet derzeit nur in den USA statt. Bei Versuchen dort wurde eine kurzzeitige Temperaturbeständigkeit der Beschichtungen von 1800 °C erreicht. Neben der höheren Temperaturbeständigkeit von TRISO gegenüber traditionellen Kernbrennstoffen ist TRISO auch widerstandsfähiger gegen Neutronenstrahlung, Korrosion und Oxidation. TRISO ist als Brennstoff für einige SMR-Projekte geplant, so für den Xe-100 der X-Energy Reactor Company mit einer elektrischen Leistung von 80 MWe.